# Kwiatkowice (województwo łódzkie)
Kwiatkowice – wieś w Polsce położona w województwie łódzkim, w powiecie łaskim, w gminie Wodzierady.
Miejscowość położona jest na Wysoczyźnie Łaskiej.
W latach 1954–1968 wieś należała i była siedzibą władz gromady Kwiatkowice, po jej zniesieniu w gromadzie Wodzierady. W latach 1975–1998 miejscowość administracyjnie należała do województwa sieradzkiego.
W miejscowości, od 1974 roku, istnieje klub sportowy, LKS Kwiatkowice, który w sezonie 2012/13 awansował do III ligi.

## Historia
Wieś pojawia się w źródłach pisanych w 1279 r. Pierwotnie była własnością książęcą. W 1280 r. Leszek Czarny, książę sieradzki nadał ją na własność Jaxom "w nagrodę za ich usługi znakomite ojczyźnie". Odtąd Jaxowie zaczęli się nazywać Kwiatkowskimi, używając herbu Gryf. W XV wieku było tu centrum majątku Kwiatkowskich. W końcu XVI wieku lub na początku XVII w. Kwiatkowice weszły w skład klucza lutomierskiego, który należał do Grudzińskich. Istniała tu od XV wieku siedziba obronna na kopcu widocznym do dzisiaj w północnej części wsi, w okolicy zachowanego założenia parkowego.

## Zabytki

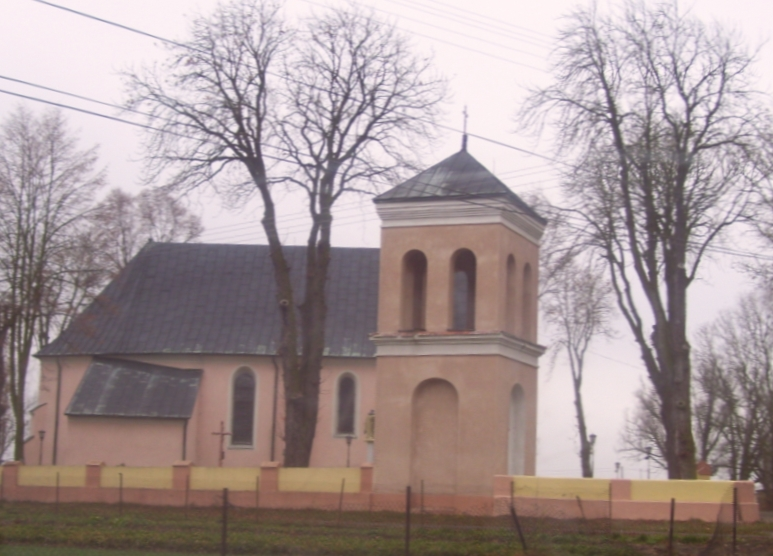
Kościół parafialny

Pierwotny kościół był postawiony i wyposażony w końcu XIV wieku przez Marcina Jana Kwiatkowskiego s. Mikołaja. Obecnie stoi tu murowany kościół późnorenesansowy św. Doroty i św. Mikołaja, ufundowany w 1606 r. przez Annę i Kacpra (herbu Rola) Puczków z Sarnowa. Zachowało się wyposażenie z XVII wieku. Obok kościoła dzwonnica, zapewne także z początku XVII w. Na cmentarzu przykościelnym rodzinny grobowiec Leopoldów z Rzepiszewa.